# Mode 1700–1750

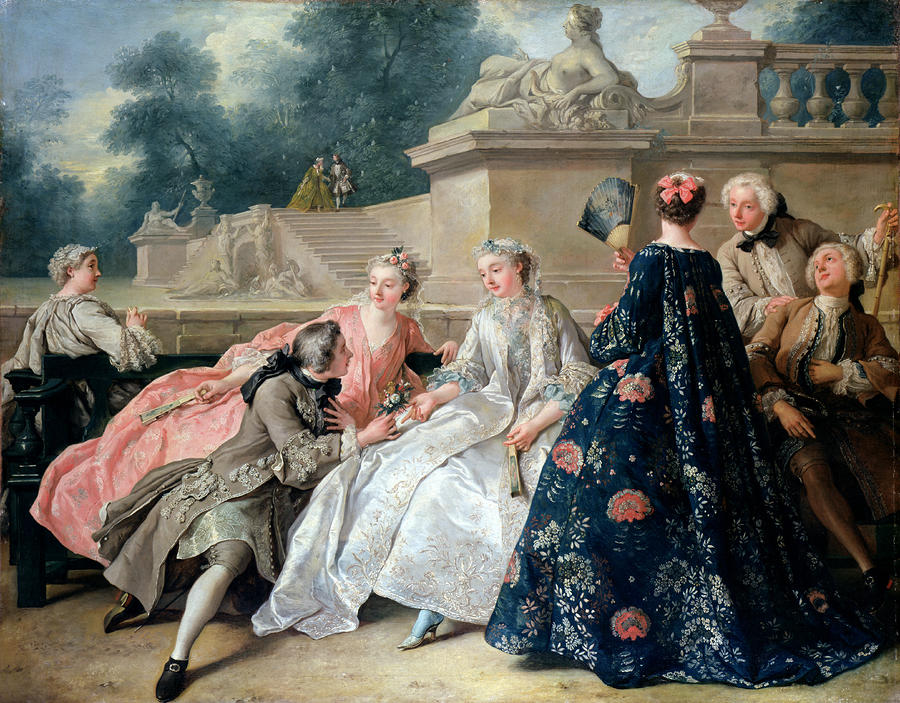
1730-talet

Mode 1700–1750 syftar på modet i Europa under perioden mellan 1700 och 1750. Under denna tidsperiod var mode ett västerländskt fenomen, eftersom klädedräkten i andra delar av världen under denna tidsperiod bestod av en etnisk och kulturell klädedräkt, som inte genomgick förändringar efter modets växlingar på det sätt som skedde i Europa. 

## Allmänt
Rokoko kallas det mode som var populärt under tidsperioden 1730–1780. Ordet Rokoko betyder snäcka. Frankrike var modenationen under 1700-talet. Modet började förändras för båda könen i och med kungens död 1715, då allongeperuken blev omodern för män och fontangen för kvinnor, samtidigt som säcklänningen och panierstyvkjolen blev modern. 
Mannen bar en rock över en väst, skjorta och snäva knäbyxor. Kvinnors klänning öppnade sig som en rock på framsidan över snörliv och underkjol. Modets grundmodell kvarstod oförändrad i fyrtio år, 1730–1780. 
Under denna tid förändrades inställningen till färger och pastellfärger blev moderna. Män och kvinnor använde under 1700-talet samma färger och mönster, och endast under 1780- och 90-talen börjar en större skillnad gradvis framgå. Barockens starka färger avlöstes av ljusa pastellfärger, som från 1720- och 30-talen fram till cirka 1780 blev de mest moderna. De populäraste färgerna under rokokon var pärlgrått, ljusblått, vitt och rosa. Mörka färger bars mer sällan under rokokon, utom som grundfärg till ljusa mönster, så som till exempel ljusa blommor på mörk botten. 
Det ansågs vackert att vara blek, och puder användes i stora mängder av både män och kvinnor. Både män och kvinnor sminkade sig och använde parfym under 1700-talet. Man använde rouge, puder och färg till läpparna, dock sminkades inte ögon eller ögonbryn. 
Modet föreskrev att rougefärgen skulle synas tydligt och att det skulle se konstgjort, och inte naturligt, ut. Pudret var dock inte alltid så onaturligt vitt som senare karikatyrer visade, utan kunde också se mer naturligt ut. Man pudrade både hår och hud. Pudret i håret kunde ha olika färger. Effekten man ville få var att utplåna kontrasten mellan hy, hår och kläder, och åstadkomma ett matt helhetsintryck utan kontraster. Pudret som användes innehöll bly, och det var inte ovanligt att man blev sjuk på grund av blyförgiftning, men man förstod inte förrän senare att detta berodde på pudret. 

## Dammode

### Klädedräkt
Kvinnor bar underst en vit linnesärk (chemise) med armbågslånga ärmar, och strumpor fästa med strumpeband om knäet. Några benkläder bars i allmänhet inte under särken, även om det finns enstaka uppgifter om individuella kvinnor som bar mansunderbyxor. 
Vid sekelskiftet 1700 hade kvinnor börjat bära separata snörliv: det var en följd av det faktum att den gamla typen av klänningar, som hade inbyggda snörliv i klänningslivet, hade ersatts av mantuaklänningen, som inte hade någon korsett inbyggd i livet. 1700-talets snörliv var konformat, med smal rygg och slät triangulär front: den var konstruerad mer för att släta ut framsidan och lyfte bysten så brösten pöste upp ur urringningen, inte för att snöra ihop midjan, och dess silhuett med slät, rak front, tillbakadragna axlar och uppuffad byst var karaktäristisk för epokens korsett. 
En vanlig del av underklädseln var separata fickor: kjolarna hade inte verkliga fickor, men lösa fickor knöts med band om midjan under klänningen och nåddes genom sprund i kjolen. En underkjol som var kortare än klänningens kjol bars underst: vid kyla kunde denna vara fodrad.   
Mellan 1715 och 1720 blev styvkjolen återigen modern i form av paniern, en underkjol med insydda skenor. Styvkjolen hade rund modell under 1720-talet men  stod efter 1730 enbart ut på sidorna och var platt på framsidan och baksidan. Styvkjolen var ofta liten till vardagen, men kunde vara mycket vid till högtidsdräkt, särskilt vid franska hovet, där man ska ha vidgat dörrarna för deras skull. 
Det fanns ett begränsat antal klänningsmodeller under denna period. Den mest formella modellen var Robe de cour (hovklänning). Den bestod av ett snävt, benat klänningsliv med inbyggt snörliv och bara axlar, som saknade ärmar och istället visade särkens vida, veckade ärmar, omknutna med band och bildande armbågslånga ärmar uppdelade i spetsvolanger. Kjolen var sluten och veckad. Detta var en klänning som bars under hela 1700-talet uteslutande som den mest högtidliga hovdräkten och var typisk för formella kungliga porträtt, och som hade utvecklats ur den klänningsmodell som användes innan mantuan blev modern.
Mantuaklänningen användes allmänt utanför hovet som den mest formella klänningsmodellen. Mantuaklänningen hade armbågslånga ärmar som täckte axeln och avslutades med en manschett som avslöjade särkens spetsvolang, och en fyrkantig ringning som kunde täckas över med en bröstlapp. Mantuaklänningens liv nålades fast ovanpå det stela benade snörlivet till ett snävt klänningsliv, som öppnade sig över en isättning ovanpå snörlivet på framsidan. I början av seklet bars dess kjol fortfarande draperad över en synlig underkjol med fontang på huvudet, men efter 1715 blev fontangen omodern och mantuaklänningen fick en sluten veckad kjol ovanpå en styvkjol. 
Omkring 1715–1720 blev den så kallade säcklänningen modern. Denna var ett mer informellt alternativ till mantuan, och konkurrerade snart ut denna som vardagsklädsel.  Säckklänningen var sydd som en lös säck med armbågslånga ärmar. Den har även kallats saque, contouche, robe volante, robe battante och watteauklänning. Kännetecknande för den var att den hade veck som gick från linningen mellan axlarna över ryggen ned till golvet, kallad watteauveck. I början förekom att man nålade fast livet på klänningen ovanpå snörlivet för att göra den figurnära, men det blev snart populärt att lämnat den onålad och fritt hängande. 
På 1720-talet var modellen helt lös och rund runt hela kroppen, och bars som informell vardagsdräkt: denna version kallades sacque. Cirka 1730 öppnade sig modellen över en isättning eller stomacher över snörlivet på framsidan och fick alltså en figurnära front: denna version av modellen kallades robe volante. 
Cirka 1740 hade modellen blivit figurnära även på sidorna, och livet var endast snävt på baksidan, där watteauvecken bildade ett släp från ryggens linning ned till fötterna: på framsidan öppnade sig klänningen som en rock över en snörlivet, täckt av en isättning, som ofta täcktes av rosetter, och över en underkjol. Ärmarna räckte till armbågen och avslutades med en manschett över en spetsvolang (engageantes). Denna version av modellen kallades Robe à la française. 
Urringningen var alltid sydd djup, men kunde täckas med en bröstduk. Om halsen bars ett band, oftast ett ryschigt och dekorerat sådant. 
Denna modell blev extremt populär och bars till och med 1770-talet. Den kunde lätt varieras genom att man bytte ut dekoren: rosetterna på isättningen och ärmarna, och dekoren längs kjolen och överkjolens linningar, halsen och urringningen, och det var genom assecoirerna, snarare än genom själv klänningensmodellen, som modet skiftade under denna tid. 
Ett mer informellt alternativ var en robe à l'anglaise. Denna var en engelsk version av mantuan. Den hade ett figurnära men slutet liv utan watteauveck, och ofta också en sluten kjol buren utan styvkjol. Dess ringning och ärmar var desamma som den franska klänningens. Denna var vid denna tid populär i England som en del av det lantliv som levdes av den engelska aristokratin, som föredrog att leva ute på sina lantegendomar och skilde sig från den franska adeln, som föredrog hovet eller staden. Till robe à l'anglaise bars gärna en vidbrättad stråhatt (bergere). 
En alternativ informell vardagsklädsel var en "kofta" eller jacka (caraco) över en kjol. Jackan var helt enkelt överdelen av en säcklänning avkortad till jacka. Detta var en omtyckt vardagsdräkt för kvinnor ur alla klasser, och jackan kunde vara både vid och figurnära. Arbetarkvinnor kunde också bära en lös säckklänning omknuten med ett förkläde för att ge den ett mer formellt utseende offentligt. 
Till riddräkt bar kvinnor samma klädsel som män, med rock, väst, trekantig hatt och stövlar, utom att de även bar en kjol: riddräkten användes över för resor.  
Under den här tidsperioden började pastellfärger och blommiga tyger bli moderna. Under 1730- och 40-talen var utöver pastellfärger även mörka färger moderna som grundfärg i blommiga tyger. 

### Hår och huvudbonad
Fontangen blev omodern 1715, och i sextio år framåt var hårmodet mycket diskret. Kvinnor bar vanligen håret kammat ganska slätt omkring huvudet tête de mouton ("fårhuvud"): kammat ganska tätt omkring huvudet och uppsatt diskret på bakhuvudet och med en korkskruvslock dragen över ena axeln. Håret dekorerades endast diskret med en hårdekoration. Det blev modernt att pudra sig. Pudret skulle dock sällan vara vitt utan kunde ha andra mer naturliga färger: syftet var att dämpa ned kontrasterna mellan hud, hår och tyger och göra helheten mer sammanhängande. 

### Bildgalleri

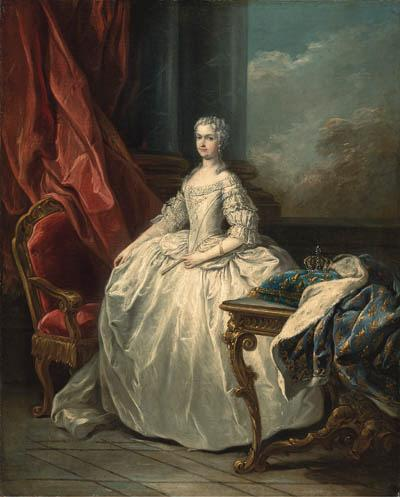
Robe la cour över 1720-talets cirkelrunda styvkjol.
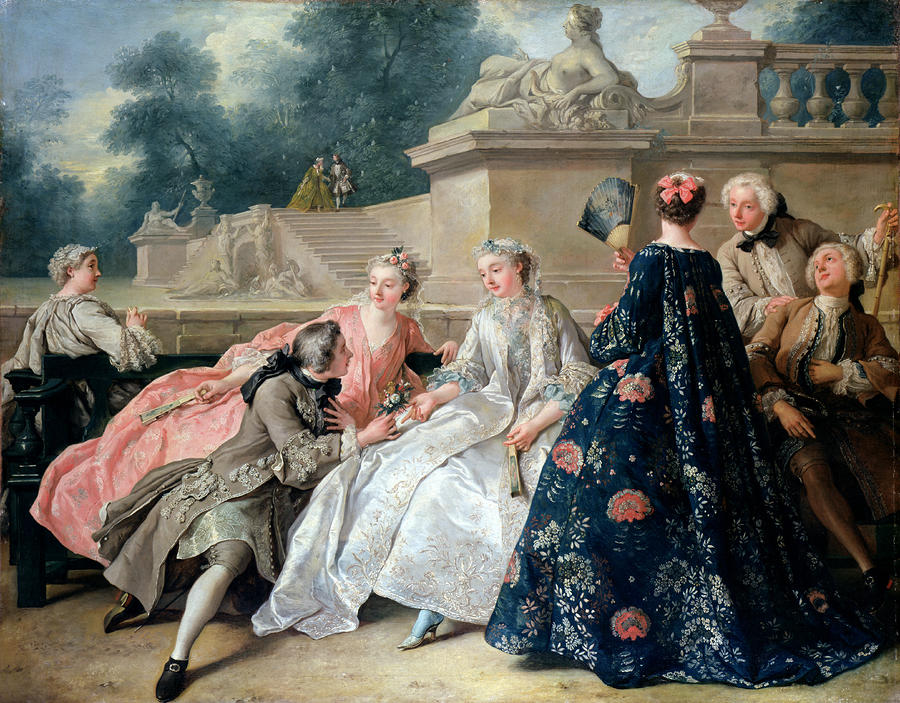
Saque.
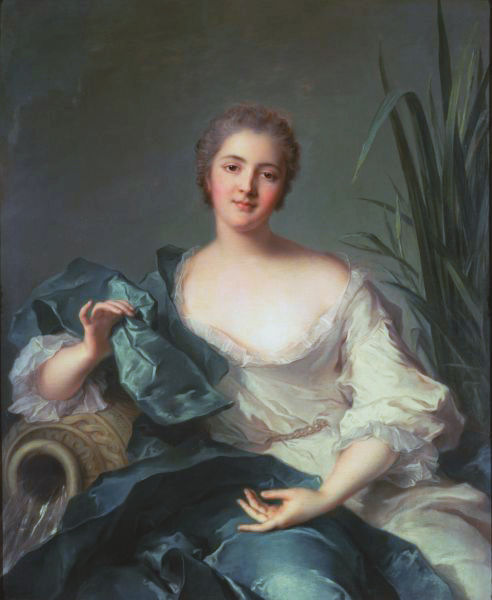
Kvinna klädd endast i vit linnesärk.
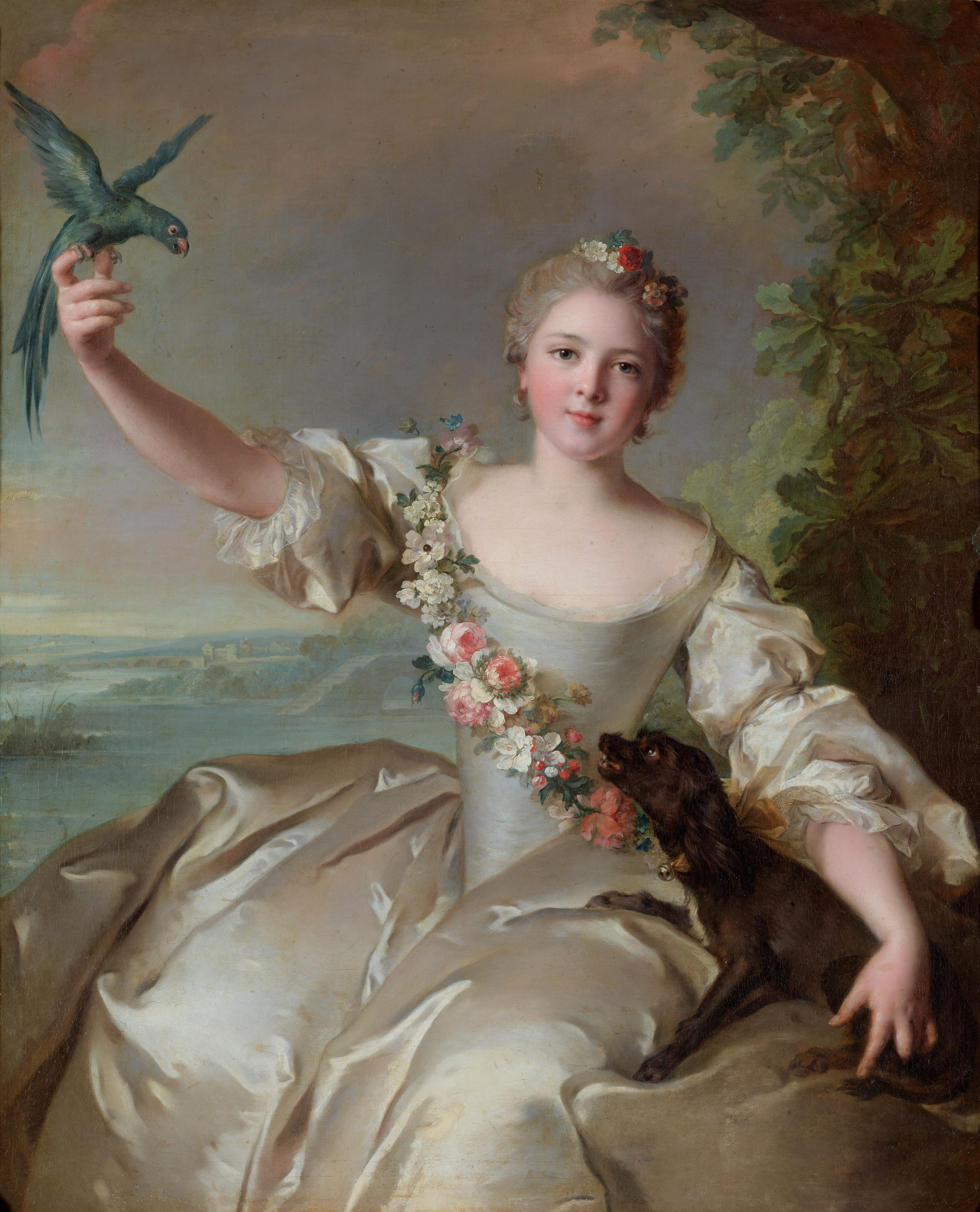
Ärmlöst vitt livstycke, som visar särkens vida ärmar, och vit kjol.
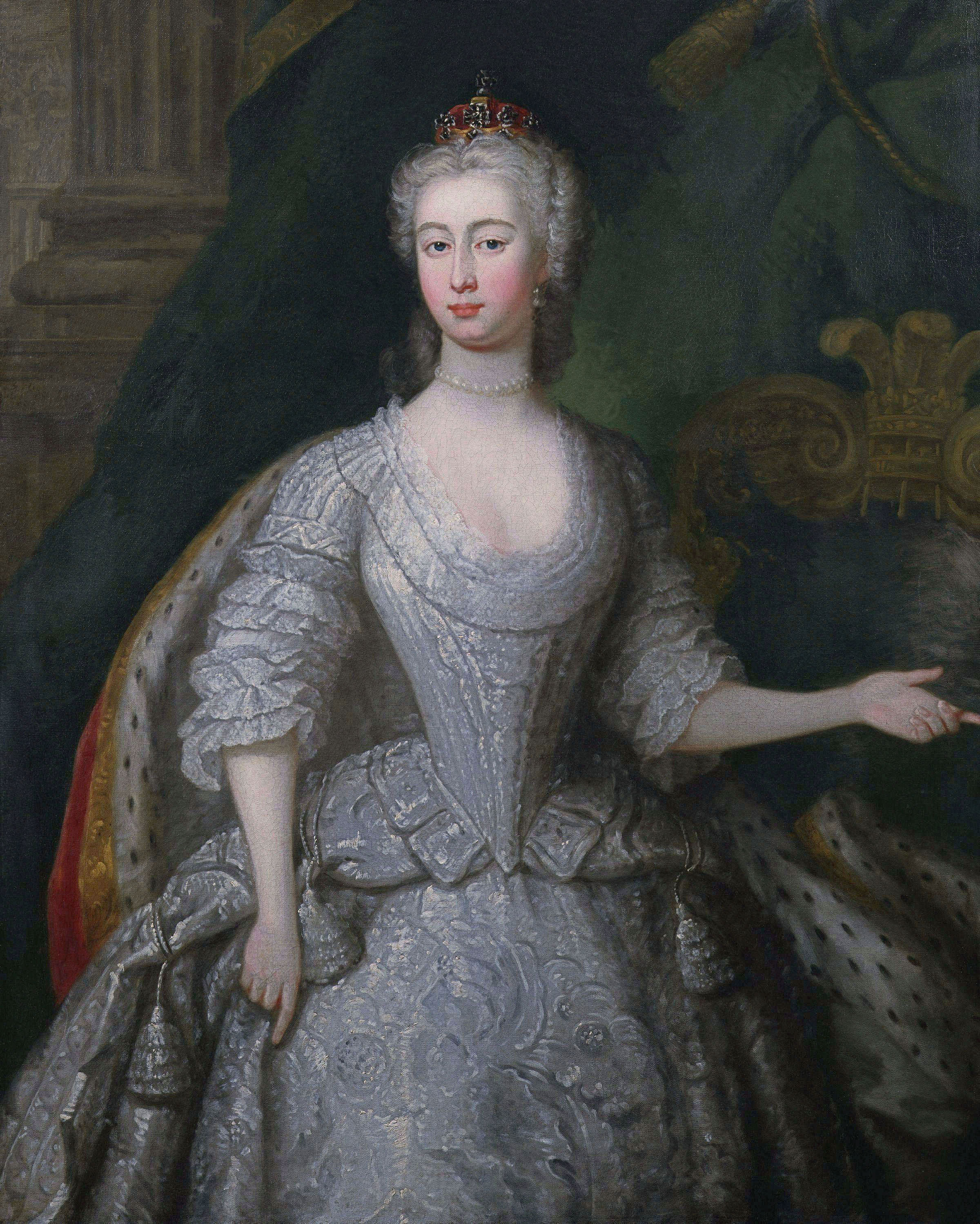
Typisk robe de cour.
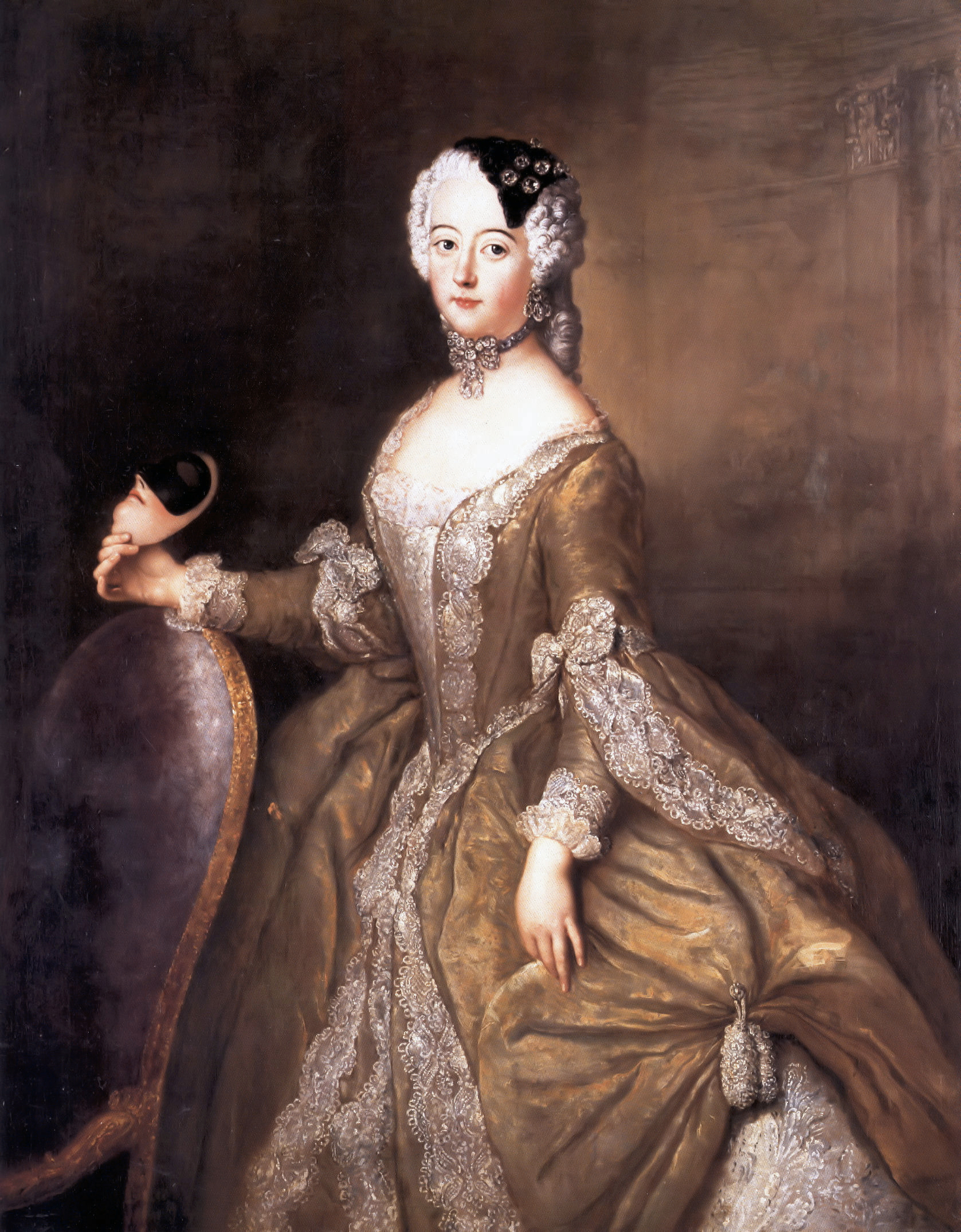
Lovisa Ulrika i mantuaklänning över panierstyvkjol.

## Herrmode

### Klädedräkt
Mansdräkten bestod av tre grundläggande delar, vars helhet kallades habit à la française: en rock (justaucorps), knäbyxor och väst. Knäbyxorna räckte över knäet, och över vita silkesstrumpor. Skorna bars med stora spännen och klacken blev något lägre efter 1730. 
Rocken bars öppen över västen för att visa upp denna, och gradvis skars den allt vidare mot sidorna över västen för att visa alltmer av denna. Under första hälften och mitten av seklet hade rocken vida ärmslag och vida skört. Parallellt med att kvinnornas styvkjolar gjorde kjolarna vida under tiden 1730–1770, växte även skörten på männens rockar och västar i vidd. Rocken hade vida, veckade skört fodrad med styvnad för att få dem att stå ut över höfterna: männens skört växte i takt med kvinnornas styvkjolar, och var liksom dessa som störst under 1740- och 50-talen, innan de började krympa. 
Västen var det mest uppseendeväckande plagget, och bestod ofta av rikt broderade tyger som brokad. 
Mansdräkten bars över en skjorta med halskrås och spetsmanschetter som ofta var löstagbara. 
Under hela seklet bars knäbyxor över strumpor och lågskor. Under en resa, jakt eller andra tillfällen som krävde kroppsansträngning bars dock knähöga stövlar som täckte strumporna.

### Hår och huvudbonad
I början av seklet var fortfarande den stora och långa allongeperuken modern, som män bar över rakat huvud. Under 1720-talet avlöstes den av en stramare frisyr med håret kammat slätt över huvudet, lockat i sidorna och samlat i en hårpiska i nacken. Cirka 1720 blev allongeperukerna omoderna och ersattes av en bakåtkammad frisyr med lockar över sidorna och håret samlat i stångpiska i nacken knuten med en svart rosett och samlat i en påse, "solitaire". En version av denna frisyr var den hårfläta med sidenband som först beordrades inom armén av Fredrik Vilhelm I av Preussen, och som sedan anammades av adeln som i sin tur förde modet vidare till borgarklassens män.
Män bar under seklet den trekantiga trekornshatten, vars höjd och brätten varierade med modets skiften. Den bredbrättade hattens brätten fästes upp från tre hålla mot kullen och antog därmed formen av en trekantig hatt, tricorne, som blev den absolut vanligaste hatten för män. Den populära "domino-stilen" utgjordes av en mask, en long kapé och en tricornehatt: dessa behövde inte vara svarta, men det var populärt att de var det, för att kontrastera mot de annars populära pastellerna i den övriga dräkten. 

### Bildgalleri

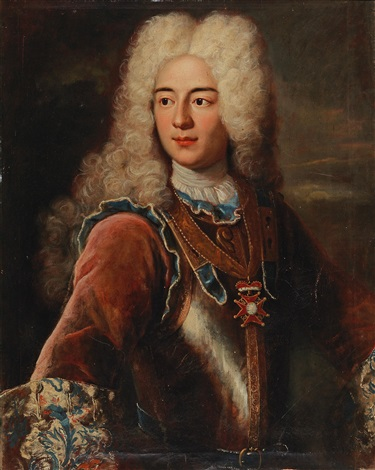
Anonym, Rudolf Emanuel Frisching (1722)
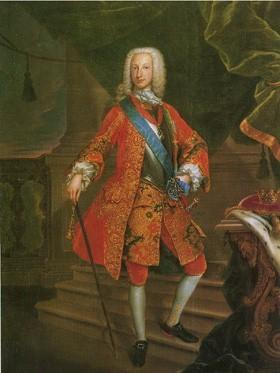
Carlos de Borbón, duque de Parma 2
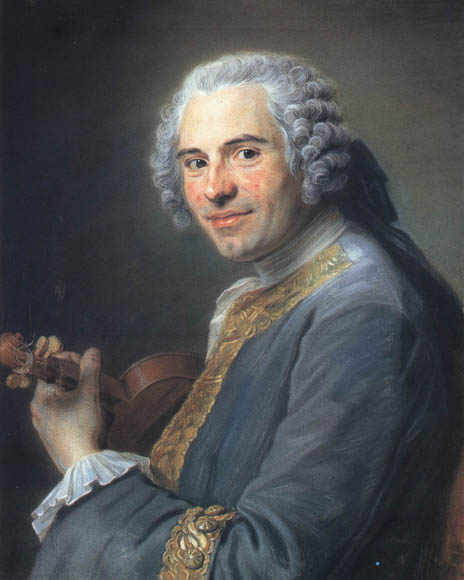
Jean-Joseph Cassanéa de Mondonville.
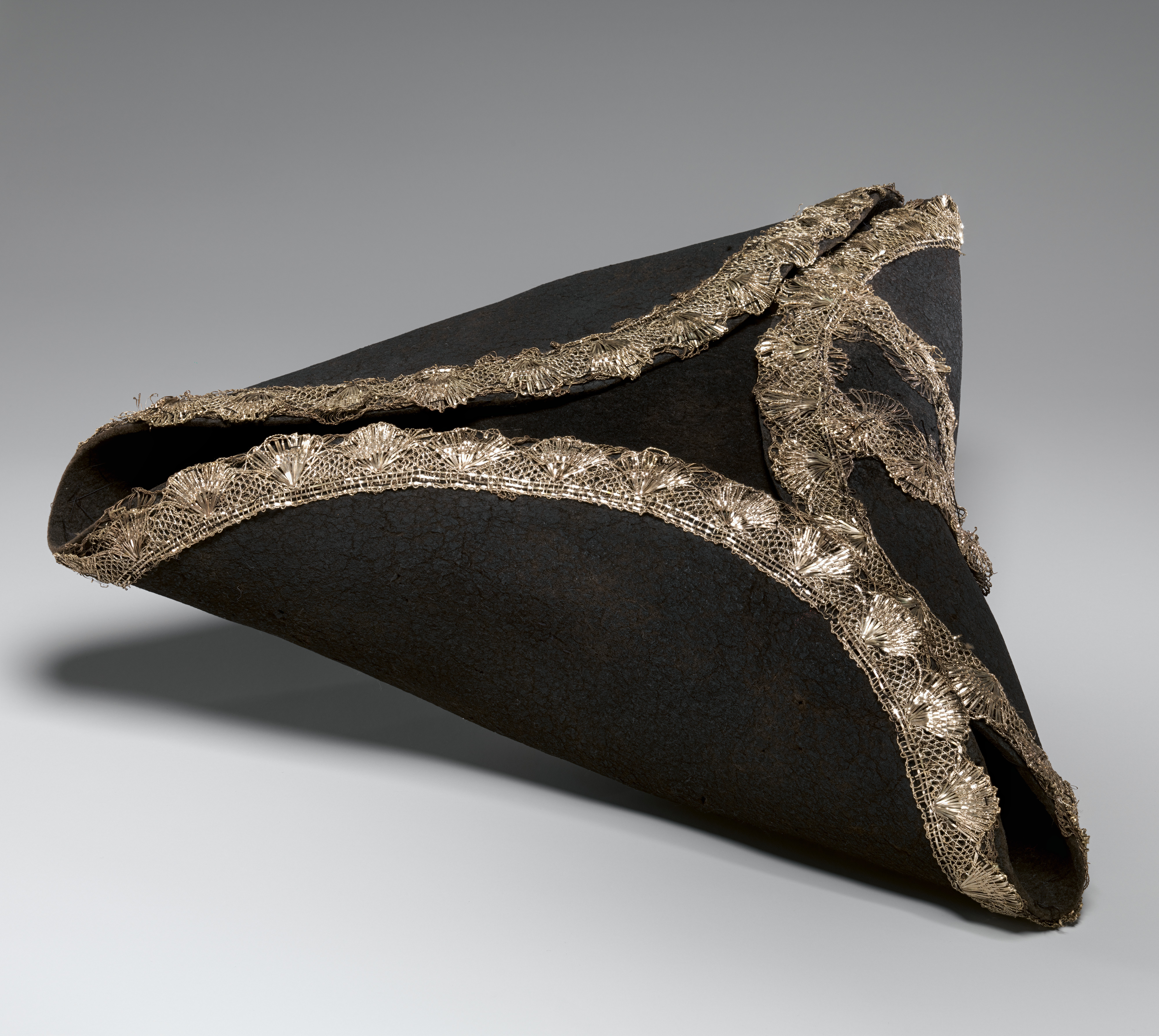
Tricorne